# Flughafen Vitória da Conquista-Glauber Rocha

i8
i11
i13
Der Flughafen Vitória da Conquista - Glauber Rocha (IATA-Code: VDC, ICAO-Code: SBVC) ist ein öffentlicher Flughafen auf 896 m Seehöhe, 18 km von Vitória da Conquista, Bahia, Brasilien entfernt. Die Fläche des Flughafens beträgt 610 ha. Er hat eine Asphaltpiste mit 2100 m Länge und 45 m Breite.

## Geschichte
Die Einweihung des Flughafens fand im Juli 2019 statt.
Der Flughafen wurde nach Conquistas bekanntester Persönlichkeit, dem 1981 verstorbenen Filmemacher Glauber Rocha benannt.

## Flugbetrieb
Im Jahr 2022 wurden 352.000 Passagiere transportiert und 3.396 Bewegungen durchgeführt. Täglich werden etwa 4 t Fracht befördert.
LATAM Brasil, Gol Linhas Aéreas, Voe Pass/Passaredo und Azul Linhas Aéreas sind die wichtigsten Fluggesellschaften, ⁣⁣die den Flughafen bedienen.